# Накадська культура
Накадська культура (також Негада) — енеолітична археологічна культура додинастичного періоду Стародавнього Єгипту.

## Історія
Під час археологічних розкопок у 1895 поблизу містечка Накада британський археолог Френсіс Пітірі відкрив стародавні поховання, яким він дав назву за найближчим поселенням.
Період Накада I (Амратський) — 3800-3600 до н. е. Пам'ятники культури цього періоду розташовані вузькою смугою між сучасною нижньою пустелею та родючою землею долини Нілу, від перших порогів до границь дельти. Саме в цей час з'являються перші ознаки соціального розшарування. Виникає додинастичне місто — обнесене стіною ядро, до якого тяжіють дрібні поселення околиці. Починається використання цегли-сирцю як будівельного матеріалу. Розвивається гончарство, амратський керамічний посуд прикрашений продряпаними штриховими зображеннями тварин — гіпопотамів, левів, змій. Також зустрінута кераміка з геометричним орнаментом — білого чи кремового кольору на фоні червоної глини. На рубежі Накада I і Накада II був винайдений метод відливки міді у відкриту керамічну форму, що дозволило виготовляти мідні ножі та сокири.
Період Накада II (Герзейська культура) єгиптологи датують 3600-3200 до н. е. Він характерний завершенням переходу на виробниче господарство. У Ієраконполі, одному з найбільших поселень цього періоду, з'явився великий сакральний центр. Серед археологічних пам'яток Ієраконполя та Накади знайдені одні з ранніх артефактів, пов'язаних з фігурою правителя.